# He Zhuguo
He Zhuguo (何柱國, 1897-1985) est un général du Kuomintang. 
Commandant d'une unité de cavalerie dans l'armée de Zhang Xueliang, il échappe de peu à une tentative d'assassinat de radicaux du Kuomintang durant l'incident de Xi'an grâce à l'aide de Yang Hucheng,. Après l'établissement de la république populaire de Chine, il est honoré par le comité révolutionnaire du Kuomintang pour sa participation au deuxième front uni entre le Kuomintang et le Parti communiste chinois contre les Japonais.